# Lola LC88
Chronologie des modèles (1988 - 1989)
Lola LC87 Lola LC89
La Lola LC88 est la monoplace de Formule 1 engagée par l'écurie Larrousse dans le cadre du championnat du monde de Formule 1 1988 et du Grand Prix du Brésil 1989. Elle est pilotée par le Français Yannick Dalmas, remplacé par le Japonais Aguri Suzuki et le Français Pierre-Henri Raphanel en fin de saison, et par Philippe Alliot. Si elle est mue par un moteur V8 Ford-Cosworth en 1988, la LC88B, évolution de la LC88 en attendant l'arrivée de la Lola LC89, utilise un bloc V12 Lamborghini en 1989. Cinq exemplaires de la LC88 ont été construits.

## Devenir des monoplaces
Fin 1988, le pilote britannique Rob Cox acquiert deux exemplaires de la LC88 afin de participer au championnat 1989 de Formule Libre. Il revend l'une de ses voitures au compositeur Mike Stock, un des membres du trio britannique d'auteurs-compositeurs et producteurs Stock Aitken Waterman.

## Résultats en championnat du monde de Formule 1
| Saison | Écurie                 | Moteur               | Pneus    | Pilotes               | Courses | Courses | Courses | Courses | Courses | Courses | Courses | Courses | Courses | Courses | Courses | Courses | Courses | Courses | Courses | Courses | Points inscrits | Classement |
| Saison | Écurie                 | Moteur               | Pneus    | Pilotes               | 1       | 2       | 3       | 4       | 5       | 6       | 7       | 8       | 9       | 10      | 11      | 12      | 13      | 14      | 15      | 16      | Points inscrits | Classement |
| ------ | ---------------------- | -------------------- | -------- | --------------------- | ------- | ------- | ------- | ------- | ------- | ------- | ------- | ------- | ------- | ------- | ------- | ------- | ------- | ------- | ------- | ------- | --------------- | ---------- |
| 1988   | Larrousse & Calmels F1 | Ford-Cosworth DFZ V8 | Goodyear |                       | BRÉ     | SMR     | MON     | MEX     | CAN     | DET     | FRA     | GBR     | ALL     | HON     | BEL     | ITA     | POR     | ESP     | JAP     | AUS     | 0               | 11e        |
| 1988   | Larrousse & Calmels F1 | Ford-Cosworth DFZ V8 | Goodyear | Yannick Dalmas        | Abd     | 12e     | 7e      | 9e      | Nq      | 7e      | 13e     | 13e     | 19e     | 9e      | Abd     | Abd     | Abd     | 11e     |         |         | 0               | 11e        |
| 1988   | Larrousse & Calmels F1 | Ford-Cosworth DFZ V8 | Goodyear | Aguri Suzuki          |         |         |         |         |         |         |         |         |         |         |         |         |         |         | 16e     |         | 0               | 11e        |
| 1988   | Larrousse & Calmels F1 | Ford-Cosworth DFZ V8 | Goodyear | Pierre-Henri Raphanel |         |         |         |         |         |         |         |         |         |         |         |         |         |         |         | Nq      | 0               | 11e        |
| 1988   | Larrousse & Calmels F1 | Ford-Cosworth DFZ V8 | Goodyear | Philippe Alliot       | Abd     | 17e     | Abd     | Abd     | 10e     | Abd     | Abd     | 14e     | Abd     | 12e     | 9e      | Abd     | Abd     | 14e     | 9e      | 10e     | 0               | 11e        |
| 1989   | Larrousse & Calmels F1 | Lamborghini 3512 V12 | Goodyear |                       | BRÉ     | SMR     | MON     | MEX     | USA     | CAN     | FRA     | GBR     | ALL     | HON     | BEL     | ITA     | POR     | ESP     | JAP     | AUS     | 1*              | 16e        |
| 1989   | Larrousse & Calmels F1 | Lamborghini 3512 V12 | Goodyear | Yannick Dalmas        | Nq      |         |         |         |         |         |         |         |         |         |         |         |         |         |         |         | 1*              | 16e        |
| 1989   | Larrousse & Calmels F1 | Lamborghini 3512 V12 | Goodyear | Philippe Alliot       | 12e     |         |         |         |         |         |         |         |         |         |         |         |         |         |         |         | 1*              | 16e        |

Légende : ici 
* 1 point marqué avec la Lola LC89.